# 311119 Pacner
311119 Pacner este o planetă minoră (asteroid), cu un diametru de 2,913 km, din centura de asteroizi. A fost descoperită pe 8 august 2004 la Observatorul Kleť de Observatorul Kleť și a fost numită după Karel Pacner⁠(d). 
Obiectul prezintă o orbită caracterizată de o semiaxă mare de 3,0986365049085 UAi, o excentricitate de 0,17805993871629, o înclinație de 5,6880673711924 ° în raport cu ecliptica.